# 狂歌
狂歌（きょうか）とは、社会風刺や皮肉、滑稽を盛り込み、五・七・五・七・七の音で構成した諧謔形式の短歌（和歌）。

## 歴史
狂歌の起こりは古代・中世に遡り、狂歌という言葉自体は平安時代に用例があるという。落書などもその系譜に含めて考えることができる。独自の分野として発達したのは江戸時代中期で、享保年間に上方で活躍した鯛屋貞柳などが知られる。
特筆されるのは江戸の天明狂歌の時代で、狂歌がひとつの社会現象化した。そのきっかけとなったのが、明和4年（1767年）に当時19歳の大田南畝（蜀山人）が著した狂詩集『寝惚先生文集』で、平賀源内が序文を寄せている。明和6年（1769年）には唐衣橘洲の屋敷で初の狂歌会が催されている。これ以後、狂歌の愛好者らは狂歌連を作って創作に励んだ。朱楽菅江、宿屋飯盛らの名もよく知られている。
狂歌には、『古今和歌集』などの名作を諧謔化した作品が多く見られる。これは短歌の本歌取りの手法を用いたものといえる。
明治以降は、1904年（明治37年）頃から読売新聞記者の田能村秋皐（筆名は朴念仁もしくは朴山人）が流行語などを取り入れた新趣向の狂歌を発表し、「へなぶり」という呼称で人気ジャンルとなった。
現代でも愛好者の多い川柳と対照的に、狂歌は近代以降衰えた。しかし石川啄木をはじめ近代の大歌人たちも「へなぶり」に感化をされており、近代短歌の精神の中に狂歌的なものは伏流しているという指摘が吉岡生夫らによってなされている。

## 狂歌の例
ほとゝぎす自由自在に聞く里は酒屋へ三里　豆腐屋へ二里（頭光（つむりのひかる））
花鳥風月を常に楽しめるような場所は、それを楽しむための酒肴を買う店が遠くて不便だという意味で、風流趣味を揶揄している。
ほとゝぎす鳴きつるあとにあきれたる後徳大寺の有明の顔（大田蜀山人）
百人一首の徳大寺実定の歌（ほととぎす鳴きつる方をながむれば ただ有明の月ぞ残れる）が元歌。
歌よみは下手こそよけれ天地の 動き出してたまるものかは（宿屋飯盛）
古今和歌集仮名序の「力をもいれずして天地を動かし…」をふまえた作。
世わたりに春の野に出て若菜つむ わが衣手の雪も恥かし
百人一首の光孝天皇の歌（君がため春の野に出でて若菜つむ わが衣手に雪は降りつつ）が元歌。
はたもとは今ぞ淋しさまさりけり 御金もとらず暮らすと思へば
享保の改革の際に詠まれたもので、旗本への給与が遅れたことを風刺している。
百人一首の源宗于の歌（山里は冬ぞ寂しさまさりける　人目も草も枯れぬと思へば）が元歌。
白河の清きに魚のすみかねて もとの濁りの田沼こひしき
寛政の改革の際に詠まれたもの。松平定信の厳しい改革より、その前の田沼意次の多少裏のあった政治の方が良かったことを、定信の領地であった白河とかけて風刺している。大田南畝作という説もあったが、本人は否定している。別の寛政の改革批判の狂歌である「世の中に蚊ほどうるさきものはなし ぶんぶといふて夜も寝られず」も 詠み人知らずとされているが、南畝作の説が有力である。
泰平の眠りを覚ます上喜撰 たつた四杯で夜も眠れず
黒船来航の際に詠まれたもの。上喜撰とは緑茶の銘柄である「喜撰」の上物という意味であり、「上喜撰の茶を四杯飲んだだけだが（カフェインの作用により）夜眠れなくなる」という表向きの意味と、「わずか四杯（ときに船を1杯、2杯とも数える）の異国からの蒸気船（上喜撰）のために国内が騒乱し夜も眠れないでいる」という意味をかけて揶揄している。
名月を取ってくれろと泣く子かな それにつけても金の欲しさよ下の句を「それにつけても金の欲しさよ」に付け合うことで、どんな風雅な句も狂歌の体に収斂させてしまう言葉遊びを「金欲し付合」という。江戸中期に流行した。
世の中に寝るほど楽はなかりけり浮世の馬鹿は起きて働く（読み人知らず）
道教、足るを知ること、等に通じる高尚なところもあり、怠け者の自己弁護のようなところもある有名な歌。
世の中に蚊ほどうるさきものはなし 文武といって夜も眠れず（読み人知らず）
世の中に蚊ほど（これほど）うるさいものはないよ。ブンブン（文武）と（口うるさく）言って夜も寝られない。

## 狂歌連
大田南畝の率いる山の手連、唐衣橘洲らの四谷連など武士中心の連のほか、町人を中心としたものも多く、五代目市川團十郎とその取り巻きが作った堺町連や、蔦屋重三郎（つたやじゅうざぶろう）ら吉原を中心にした吉原連などもあった。

## 著名な狂歌師
狂歌師は洒落に富んだ狂名を号した。
| 狂名                | 別名                            | 生没年      | 素性                 | 補足                 |
| ------------------- | ------------------------------- | ----------- | -------------------- | -------------------- |
| 朱楽菅江（）        | 山崎郷助景貫                    | 1740-1800   | 御家人               | 朱楽連、狂歌三大家   |
| 四方赤良（）        | 大田直次郎覃、南畝、蜀山人      | 1749-1823   | 御家人               | 山手連、狂歌三大家   |
| 唐衣橘洲（）        | 小島源之助謙之                  | 1743-1802   | 旗本                 | 四谷連、狂歌三大家   |
| 宿屋飯盛（）        | 糠屋七兵衛、石川雅望            | 1753-1830   | 小伝馬町の旅籠       | 伯楽連、狂歌四天王   |
| 鹿都部真顔（）      | 北川嘉兵衛                      | 1753-1829   | 数寄屋橋の汁粉屋     | 数奇屋連、狂歌四天王 |
| 頭光（）            | 岸宇右衛門、一筆斎文笑          | 1754-1796   | 日本橋亀井町町代     | 狂歌四天王           |
| 銭屋金埒（）        | 大坂屋甚兵衛                    | 1751-1807   | 数寄屋橋の両替商     | 狂歌四天王           |
| 元木網（）          | 大野屋喜三郎                    | 1724-1811   | 京橋北紺屋町の湯屋   | 落栗連               |
| 大屋裏住（）        | 白子屋孫左衛門                  | 1734-1810   | 更紗屋、貸家業       | 元町連               |
| 浜辺黒人（）        | 三河屋半兵衛                    | 1717-1790   | 本芝の本屋           | 芝連                 |
| 加保茶元成（）      | 大文字屋市兵衛                  | 1754-1828   | 新吉原の遊女屋       | 吉原連               |
| 花道つらね          | 5代目市川團十郎                 | 1741-1806   | 歌舞伎役者           | 堺町連               |
| 山道高彦（）        | 山口彦三郎                      | ????-1816   | 幕臣                 | 小石川連             |
| 便々館湖鯉鮒（）    | 大久保平兵衛正武                | 1749-1818   | 旗本                 | 琵琶連               |
| 文々舎蟹子丸（）    | 久保泰十郎有弘                  | 1780-1837   | 御家人               | 葛飾連               |
| 節藁仲貫（）        | 吉田十五郎                      | ????-????   | 高松藩士             | 赤松連               |
| 六帖園雅雄（）      | 桐屋三右衛門                    | 1794-1830   | 上州高崎の商人       | 水魚連               |
| 浅草市人（）        | 伊勢屋久右衛門                  | 1755-1821   | 浅草田原町の質屋     | 壺側                 |
| 平秩東作（）        | 稲毛屋金右衛門                  | 1726-1789   | 内藤新宿の煙草屋     |                      |
| 白鯉館卯雲（）      | 木室七左衛門朝濤                | 1708-1783   | 旗本                 |                      |
| 手柄岡持（）        | 平沢平格常富、朋誠堂喜三二      | 1735-1813   | 久保田藩士           |                      |
| 酒上不埒（）        | 倉橋寿平格、恋川春町            | 1744-1789   | 小島藩士             |                      |
| 山手白人（）        | 布施弥二郎胤致                  | 1737-1787   | 旗本                 |                      |
| 智恵内子（）        | 内田すめ                        | 1745-1807   | 元木網の妻           | 三内子               |
| 竹杖為軽（）        | 森羅万象、森島中良、桂川甫粲    | 1754-1808   | 医師                 |                      |
| 腹唐秋人（）        | 中井嘉右衛門、董堂              | 1758-1721   | 日本橋本町の紙屋番頭 |                      |
| 多田人成（）        | 島崎金次郎                      | ????-????   | 御家人               | 四方赤良の弟         |
| 紀定丸（）          | 吉見儀助義方                    | 1760-1841   | 旗本                 | 四方赤良の外甥       |
| 橘八衢（）          | 加藤又左衛門千蔭                | 1735-1808   | 御家人               |                      |
| 奈蒔野馬鹿人（）    | 鈴木庄之助、志水燕十            | 1726-1786   | 御家人               |                      |
| 門限面倒（）        | 高橋徳八                        | ????-1804   | 館林藩士             |                      |
| 星屋光次（）        | 山口治部之助                    | ????-????   | 高松藩士             |                      |
| 大の鈍金無（）      | 河野新右衛門通秀?、蓬莱山人帰橋 | 1760?-1789? | 高崎藩士             |                      |
| 軽少ならん          | 土山宗次郎孝之                  | 1740-1788   | 旗本                 |                      |
| 心種俊（）          | 高屋彦四郎知久、柳亭種彦        | 1783-1842   | 旗本                 |                      |
| ひまの内子          | 小余綾磯女                      | ????-1852   | 紀州藩士の妻         | 三内子               |
| 花江戸住（）        | 山口政吉                        | ????-1805   | 町人                 |                      |
| 節松嫁々（）        | 小宮山まつ                      | 1745-1810   | 朱楽菅江の妻         |                      |
| 質草少々（）        | 和泉屋源蔵、唐来参和            | 1744-1810   | 本所松井町の遊女屋   |                      |
| 鑿釿言墨曲尺（）    | 和泉屋和助、烏亭焉馬            | 1743-1822   | 本所相合町の大工     |                      |
| 仙果亭嘉栗（）      | 三井治郎右衛門高業、紀上太郎    | 1747-1799   | 大坂の為替商人       |                      |
| 土師掻安（）        | 榎本治右衛門                    | ????-1788   | 町人                 |                      |
| 紫檀楼古喜（）      | 伊勢屋古吉                      | 1767-1832   | 羅宇問屋             |                      |
| 大木戸黒牛（）      | 初代鶴賀若狭掾                  | 1717-1786   | 浄瑠璃太夫           |                      |
| 通小紋息人（）      | 3代目市川雷蔵                   | ????-????   | 歌舞伎役者           |                      |
| 桜田のつくり        | 初代桜田治助                    | 1734-1806   | 歌舞伎役者           |                      |
| 御贔屓つみ綿        | 3代目瀬川菊之丞                 | 1751-1810   | 歌舞伎役者           |                      |
| 蔦唐丸（）          | 蔦屋重三郎                      | 1750-1797   | 日本橋通油町の版元   |                      |
| 筆綾丸（）          | 喜多川歌麿                      | 1753?-1806  | 浮世絵師             |                      |
| 身軽折輔（）        | 京屋伝蔵、山東京伝              | 1761-1816   | 商人、浮世絵師       |                      |
| 一節千杖（）        | 窪田易兵衛、窪俊満              | 1757-1820   | 浮世絵師             |                      |
| 棟上高見（）        | 扇屋宇右衛門                    | 1744-1801   | 新吉原の遊女屋       |                      |
| 3代目加保茶元成（） | 三浦屋源兵衛、三亭春馬          | ????-1852   | 新吉原の遊女屋       |                      |
| 垢染衣紋（）        | 鈴木いなぎ                      | 1760-1825   | 棟上高見の妻         |                      |
| 秋風女房（）        | 村田まさ                        | 1764-1826   | 加保茶元成の妻       |                      |

### その他の狂歌師
- 冷泉為守 - 鎌倉時代後期の貴族。狂歌師の祖といわれる。
- 曽呂利新左衛門 - 豊臣秀吉に仕えたとされる伝説的な人物。
- 松永貞徳 - 江戸時代前期の文人、歌学者。歌集に『貞徳百首狂歌』『狂歌之詠草』がある。
- 英甫永雄 - 安土桃山時代の禅僧。歌集に『雄長老詠百首狂歌』がある。
- 花村政一 - 江戸時代初期の勾当。伊達政宗から与えられた屋敷跡地が現在の勾当台公園である。
- 半井卜養 - 江戸時代前期の医師。家集に『卜養狂歌集』『卜養狂歌集拾遺』がある。
- 石田未得 - 江戸時代前期の商人。江戸五哲の一人。家集に『吾吟我集』がある。
- 正親町公通 - 江戸時代中期の貴族。歌集に『雅筵酔狂集』がある。
- 生白堂行風 - 江戸時代中期の大坂町人。浪速狂歌中興の祖。